# Nasomolgus parvulus
Nasomolgus parvulus is een eenoogkreeftjessoort uit de familie van de Sabelliphilidae. De wetenschappelijke naam van de soort is voor het eerst geldig gepubliceerd in 1967 door Humes & Ho.